# Connemara Rugby Football Club
Dernière mise à jour : 28 février 2013.
 Connemara RFC  est un club irlandais de rugby à XV basé dans la ville de Clifden, en république d'Irlande qui évolue dans le championnat irlandais de troisième division. Le club est affilié à la fédération du Connacht et ses joueurs peuvent être sélectionnés pour l’équipe représentative de la région, Connacht Rugby.

## Histoire
Le club naît en 1974 sous le nom de Franciscan College RFC, en hommage aux Frères franciscains qui introduisent le rugby dans la ville de Clifden. Il évolue d'abord dans les ligues régionales, avant d'être affilié à la fédération irlandaise (IRFU) en 1984. En 2001, Connemara remporte le barrage d'accession à la troisième division et accède enfin à la Ligue. Le club a l'originalité d'être le plus occidental de toute l'Europe.

## Palmarès
- Champion d'Irlande 3e division en 2001